# To Live and Die in L.A.
To Live and Die in L.A. – płyta autorstwa brytyjskiej grupy Wang Chung, zawierająca ścieżkę dźwiękową do amerykańskiego filmu Williama Friedkina z 1985, wyświetlanego w Polsce pt. Żyć i umrzeć w Los Angeles. Wydana przez wytwórnię Geffen Records na kasecie, płycie gramofonowej i CD. Zajęła w 1985 roku 41 miejsce na Billboard Hot 100.

## Kaseta i longplay

### Lista utworów
Strona A
1. To Live and Die in L.A. 4:53
2. Lullaby 4:43
3. Wake Up, Stop Dreaming 4:35
4. Wait 4:26

Strona B
1. City of the Angels 9:17
2. The Red Stare 3:11
3. Black-Blue-White 2:23
4. Every Big City 5:09

## CD
1. To Live and Die in L.A. 4:52
2. Lullaby 4:40
3. Wake Up, Stop Dreaming 4:36
4. Wait 4:22
5. City of the Angels 9:16
6. The Red Stare 3:10
7. Black-Blue-White 2:23
8. Every Big City 5:10

## Ciekawostki
- Żadna z edycji płyty nie zawiera największego przeboju grupy Wang Chung – Dance Hall Days, który również został wykorzystany w ścieżce dźwiękowej filmu (w scenie, kiedy Chance rozmawia z Ruth w klubie Go-Go).